# Luis Campos (político)
Luis Alberto Campos Jiménez (Las Palmas de Gran Canaria, 1970) es un activista y político español de ideología canarista de progreso. Actualmente es diputado al Parlamento canario. En las elecciones generales de julio de 2023, fue candidato de Nueva Canarias-Bloque canarista al Congreso de los diputados por la provincia de Las Palmas. y actual presidente del mismo partido

## Biografía
Inició sus estudios en el CEIP Alcalde Ramírez Bethencourt, continuando más tarde en el CIFP Cruz de Piedra, donde obtuvo el título de Técnico especialista en Comercio exterior. Desde temprana edad estuvo fuertemente vinculado al pueblo de sus padres, el caserío de Temisas, en Agüimes. Fue allí donde fundó junto a compañeros y amigos el colectivo cultural y ecologista Solanum Lidii. En el 2007 se afilia a Nueva Canarias, partido en el que milita en la actualidad.

## Trayectoria política
Fue concejal del Ayuntamiento de Santa Lucía de Tirajana entre los años 2003 y 2015, destacando su labor como Concejal de Seguridad, puesto en el que adquirió relevancia mediática a raíz de la desaparición del niño Jeremy Vargas. Ha sido diputado al Parlamento de Canarias entre 2015 y 2023. En la última legislatura presentó más de trescientas iniciativas y además ejerció como portavoz del grupo parlamentario Nueva Canarias.

## Vida personal
Está casado y tiene dos hijos.